# 崁頭厝 (桃園市)
崁頭厝，客家語稱為崁頭屋，是臺灣桃園市新屋區的一個傳統地域名稱，位於該區西部偏北。相較於今日行政區，其範圍大致與永安里相近。

## 歷史

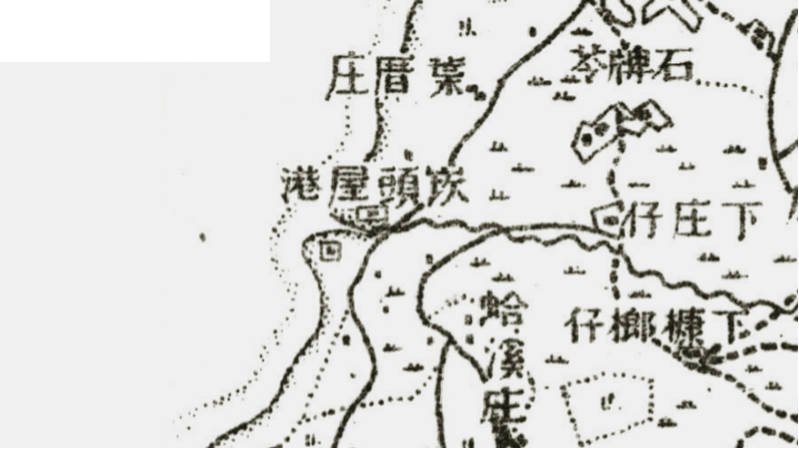
1897年臺灣假製二十萬分一圖崁頭屋港周圍截圖

台灣清治末期至日治初期，崁頭厝地區為一街庄，稱為「崁頭厝庄」，隸屬於竹北二堡。該庄西臨台灣海峽，北與大牛欄庄為鄰，東與下田心仔庄為鄰，西南邊隔社子溪與笨仔港庄為界。
1901年（日治明治三十四年）11月，全台廢縣廳改設二十廳，該庄隸屬於桃仔園廳。1903年（明治三十六年），改名桃園廳。1909年（明治四十二年）10月，合併二十廳為十二廳，該庄隸屬不變。1920年（大正九年），廢十二廳改設五州二廳，該庄改制為「崁頭厝」大字，隸屬於新竹州中壢郡新屋庄，大字下有「崁頭厝」、「下庄子」小字名。
戰後新屋庄改制為新屋鄉，隸屬於新竹縣，大字亦改制為村。1950年桃、竹、苗分治，新屋鄉改隸屬於桃園縣。2014年12月，桃園縣升格為直轄桃園市，新屋鄉改制為新屋區，村亦改制為里。

## 聚落
本地區發展較早的聚落有崁頭厝（今歐厝）、頭家厝（今郭厝）、下庄子等，在日治期初期的官方地圖上已有記載。此外，本地區尚有永和、永安、徐屋、陳屋、曾屋、中庄等聚落。

### 下庄子老街
下庄子老街為永安地區較早發展成市集的地點，最早發展是中山西路，後來也逐漸發展到巷子內（保安路）。老街開設的店舖有戲院、牙醫診所、裁縫店、小吃店、擇日館、雜貨店、礱間、打鐵店、中藥店等店舖。後來隨著人口大量外流，加上中山西路拓寬，使得早年的建築早已拆毀，目前僅存幾戶建築。

## 交通
省道台15線（文化路三段）是關渡至香山的傳統北台灣西部海岸平面幹道，大致以縱向轉東北—西南走向再轉北北東—南南西走向經過崁頭厝地區中部。由該道路向北轉東北可前往觀音、大園、八里等地，向南南西轉南再轉南南西可前往紅毛港、樹林子（坑子口地區北部）、貓兒錠、舊港等地。
省道台61線又稱「西部濱海快速公路」，是八里至安南的快速公路，大致以北北東—南南西走向蜿蜒經過本地區西部近海岸地帶。
市道114號（中山西路三段）是新屋至板橋的道路，也是本地區主要的橫向道路，其西側端點位本地區西南部的永安漁港。由此向東曲折而行，經省道台16線、台15線後出境後轉向東南東，可前往新屋市區、中壢、鶯歌、板橋等地。
區道桃96線（中山西路三段734巷）是崁頭厝至下庄子的道路，也是本地區中部偏西的縱向道路，其西南側端點位於本地區永安聚落的市道114號路口。由此向北蜿蜒而行，出邊界後可前往大牛欄，轉向東南東可前往余厝與下庄子間並止於區道桃91號路口。
區道桃95線（永平路）是北湖至下庄子的道路，也是本地區中部偏東的縱向道路，其南側端點位於本地區下庄子西側的市道114號路口。由此向北出境後轉向東北可前往北湖國小並止於區道桃93線路口。
區道桃91線（保安路）是觀新橋至大莊埔的道路，大致以北北東—南南西走向轉西北西—東南東走向再轉縱走蜿蜒經過本地區東部邊界地帶。由該道路向北北東可前往石牌嶺地區東北部界河新屋溪上的觀新橋，向南可前往下槺榔、大坡地區的大莊埔並止於區道桃104線路口。

## 學校
- 桃園市立永安國民中學
- 桃園市新屋區永安國民小學

## 產業
- 永安漁港[10]
- 永安工業區
  - 永豐餘工業用紙新屋廠
  - 蘋果日報印刷廠
  - 太平洋自行車（含博物館）